# 방현 무인기
방현 무인기는 북한이 개발한 무인기이다. 중국의 D-4 무인기를 바탕으로 개발한 것으로 추정되고 있다.

## 방현2
- 길이: 3.6 m
- 날개폭: 4.8 m
- 고도: 3 km
- 최대속도: 시속 162 km
- 작전반경: 4 km
- 화물탑재량: 25 kg
- 체공시간: 2시간
- 엔진: 휘발유 엔진, 프로펠러
- 착륙방식: 낙하산

## 백령도 무인기
2014년 백령도에 추락한 무게 12.7 kg의 V자 꼬리날개 북한 무인기가 방현1 또는 방현2일 수 있다는 추정 보도가 있었다. 그러나 방현1과 방현2는 무게 100 kg의 사단급 무인기인데 비해, 백령도 무인기는 무게 10 kg의 연대급 무인기이다. 오히려, 한국의 무게 15 kg의 V자 꼬리날개 두루미 무인기가 기술유출되었거나 외양 디자인을 참고했을 가능성이 더 높다.

## 같이 보기
- 방현비행장
- 야코블레프 프첼라 - 북한이 수입했다는 러시아의 사단급 무인기
- D-4 무인기 - 북한이 수입했다는 중국의 사단급 무인기
- 두루미 무인기 - 한국이 최근 개발한 연대급 무인기